# Miami 2 Ibiza
«Miami 2 Ibiza» es el segundo sencillo realizado por el conjunto de productores suecos Swedish House Mafia, lanzado el 30 de agosto de 2010. Cuenta con la colaboración del rapero británico Tinie Tempah. Está incluido en el álbum recopilatorio debut del grupo, Until One publicado en octubre de 2010 a través de Virgin Records. Además está incluida en el álbum debut de Tempah, Disc-Overy lanzado en 2010, y posteriormente aparece en el segundo álbum recopilatorio del grupo, Until Now publicado en 2012.

## Composición
Vuelven a repetir la estrategia usada con «One (Your Name)», grabando dos versiones diferentes; una instrumental  y otra para la que han contado con la colaboración de una de las grandes revelaciones de aquel año en el Reino Unido, como lo es el rapero Tinie Tempah para ponerle voz al tema, cubriendo así las necesidades de las pistas de baile por un lado, y de las emisoras de radio por otro.
La mezcla que sale de todo eso es un disco lleno de fuerza que trata de unir los dos lados del Atlántico que tan bien representan el espíritu de la música dance: Ibiza en Europa y Miami en Estados Unidos. En parte también intenta retratar cómo es la vida de un disc jockey. La letra hace un uso extensivo de abreviaturas, como «BB» para BlackBerry y «CK» para Calvin Klein. Además ofrece  versos que tocan temas de todo tipo, desde la FIFA hasta y las conejitas de Playboy, mientras que Swedish House Mafia le imprime al coro un sonido con tintes trance como fondo.

## Video musical
El videoclip fue dirigido por Christian Larson quien también se ha encargado del rodaje de "Take One", un documental sobre la trayectoria de Axwell, Steve Angello y Sebastian Ingrosso como Swedish House Mafia.
El videoclip se basa en el rodaje amateur de una pareja en sus vacaciones de desfase en Miami e Ibiza, en el que atraviesan un viaje transoceánico, cuyo final es una de las sesiones ibicencas del trío sueco.

## Listado de canciones
| CD, maxisencillo |                                               |          |  |
| N.º              | Título                                        | Duración |  |
| 1.               | «Miami 2 Ibiza» (Clean Radio Edit)            | 2:57     |  |
| 2.               | «Miami 2 Ibiza» (Extended Vocal Mix-Clean)    | 5:05     |  |
| 3.               | «Miami 2 Ibiza» (Sander van Doorn Remix)      | 6:06     |  |
| 4.               | «Miami 2 Ibiza» (Danny Byrd Remix-Clean)      | 5:15     |  |
| 5.               | «Miami 2 Ibiza» (Explicit Radio Edit)         | 2:57     |  |
| 6.               | «Miami 2 Ibiza» (Extended Vocal Mix-Explicit) | 5:05     |  |
| 7.               | «Miami 2 Ibiza» (Danny Byrd Radio Edit)       | 3:37     |  |
| 8.               | «Miami 2 Ibiza» (Danny Byrd Remix)            | 5:15     |  |
| 9.               | «Miami 2 Ibiza» (Danny Byrd Dub)              | 5:00     |  |
| 10.              | «Miami 2 Ibiza» (Instrumental)                | 6:15     |  |

| Descarga digital (Caligula & Static Revenger Remixes) |                                                 |          |  |
| N.º                                                   | Título                                          | Duración |  |
| 1.                                                    | «Miami 2 Ibiza» (Static Revenger Remix)         | 6:47     |  |
| 2.                                                    | «Miami 2 Ibiza» (Static Revenger Remix [Clean]) | 6:47     |  |
| 3.                                                    | «Miami 2 Ibiza» (Static Revenger Dub)           | 6:47     |  |
| 4.                                                    | «Miami 2 Ibiza» (Caligula Remix)                | 5:23     |  |
| 5.                                                    | «Miami 2 Ibiza» (Caligula Remix [Clean])        | 5:20     |  |

## Posicionamiento en listas y certificaciones
| Lista (2010/2011)                       | Mejor posición |
| --------------------------------------- | -------------- |
| Alemania (Media Control AG)             | 46             |
| Australia (ARIA)                        | 31             |
| Austria (Ö3 Austria Top 40)             | 36             |
| Bélgica (Flandes) (Ultratop 50)         | 3              |
| Bélgica (Valonia) (Ultratop 50)         | 3              |
| Canadá (Canadian Hot 100)               | 92             |
| Dinamarca (Tracklisten)                 | 22             |
| Escocia (Scottish Singles Sales Chart)  | 4              |
| Eslovaquia (Rádio Top 100)              | 18             |
| Estados Unidos (Hot Dance Club Songs)   | 1              |
| Estados Unidos (Dance/Mix Show Airplay) | 8              |
| European Hot 100 Singles                | 8              |
| Finlandia (OFC)                         | 16             |
| Francia (SNEP)                          | 71             |
| Hungría (Dance Top 40)                  | 19             |
| Irlanda (IRMA)                          | 5              |
| Países Bajos (Dutch Top 40)             | 10             |
| Países Bajos (Mega Single Top 100)      | 1              |
| Polonia (Dance Top 50)                  | 12             |
| Reino Unido (UK Singles Chart)          | 4              |
| Reino Unido (UK Dance Chart)            | 1              |
| Suecia (Sverigetopplistan)              | 10             |
| Suiza (Schweizer Hitparade)             | 19             |

| País         | Lista (2010)            | Posición |
| ------------ | ----------------------- | -------- |
| Bélgica      | Ultratop flamenca       | 61       |
| Países Bajos | Nederlandse Top 40      | 71       |
| Reino Unido  | Official Charts Company | 74       |
| Suecia       | Sverigetopplistan       | 37       |

| País           | Lista (2011)               | Posición |
| -------------- | -------------------------- | -------- |
| Estados Unidos | Hot Dance Club Songs       | 40       |
| Estados Unidos | Dance/Mix Show Airplay     | 35       |
| Polonia        | Polish Dance Singles Chart | 32       |
| Reino Unido    | Official Charts Company    | 168      |
| Suecia         | Sverigetopplistan          | 89       |

### Certificaciones
| País          | Organismo certificador | Certificación | Ventas    | Ref.   |
| ------------- | ---------------------- | ------------- | --------- | ------ |
| Australia     | ARIA                   | 2× Platino    | 140 000   | [ 39 ] |
| Canadá        | Music Canada           | Oro           | 40 000    | [ 40 ] |
| Nueva Zelanda | RMNZ                   | Oro           | 15 000    | [ 41 ] |
| Reino Unido   | BPI                    | 2× Platino    | 1 200 000 | [ 42 ] |
| Suecia        | GLF                    | 5× Platino    | 200 000   | [ 43 ] |

### Sucesión en listas
| Predecesor: «Katy on a Mission» de Katy B       | UK Dance Chart — Sencillo número uno 16 de octubre de 2010 — 22 de octubre de 2010 | Sucesor: «Barbra Streisand» de Duck Sauce             |
| Predecesor: «Loca» de Shakira con Dizzee Rascal | Hot Dance Club Songs — Sencillo número uno 1 de enero de 2011 — 7 de enero de 2011 | Sucesor: «Louder (Put Your Hands Up)» de Chris Willis |